# Thomas Reed
Thomas Reed (Saint Croix, 12 de diciembre de 1817 - Santiago de Guayaquil, 26 de enero de 1878) fue un arquitecto danés, reconocido por la construcción de importantes edificios en Venezuela, Colombia y Ecuador, tales como el Capitolio Nacional de Colombia y el Panóptico de Cundinamarca (actual Museo Nacional de Colombia). Algunas de sus obras han sido declaradas Monumento Nacional.

## Biografía
Hijo del comerciante John Nicholas Reed, quien era socio de la Compañía Reed & Hoyrüs, Thomas Reed nació en la isla de Saint Croix en las Antillas Menores, cuando esta pertenecía al Reino de Dinamarca a principios del siglo XIX. Inicialmente cursó algunos estudios en Inglaterra y posteriormente recibió formación como arquitecto en la Academia de Berlín en Alemania. Llegó a Venezuela en 1842 y habitó en Caracas hasta 1846, donde inició su trayectoria profesional y entró en contacto con diversas personalidades políticas. Sus principales obras de esta época son el Teatro de San Pablo y la Cárcel de La Guaira.

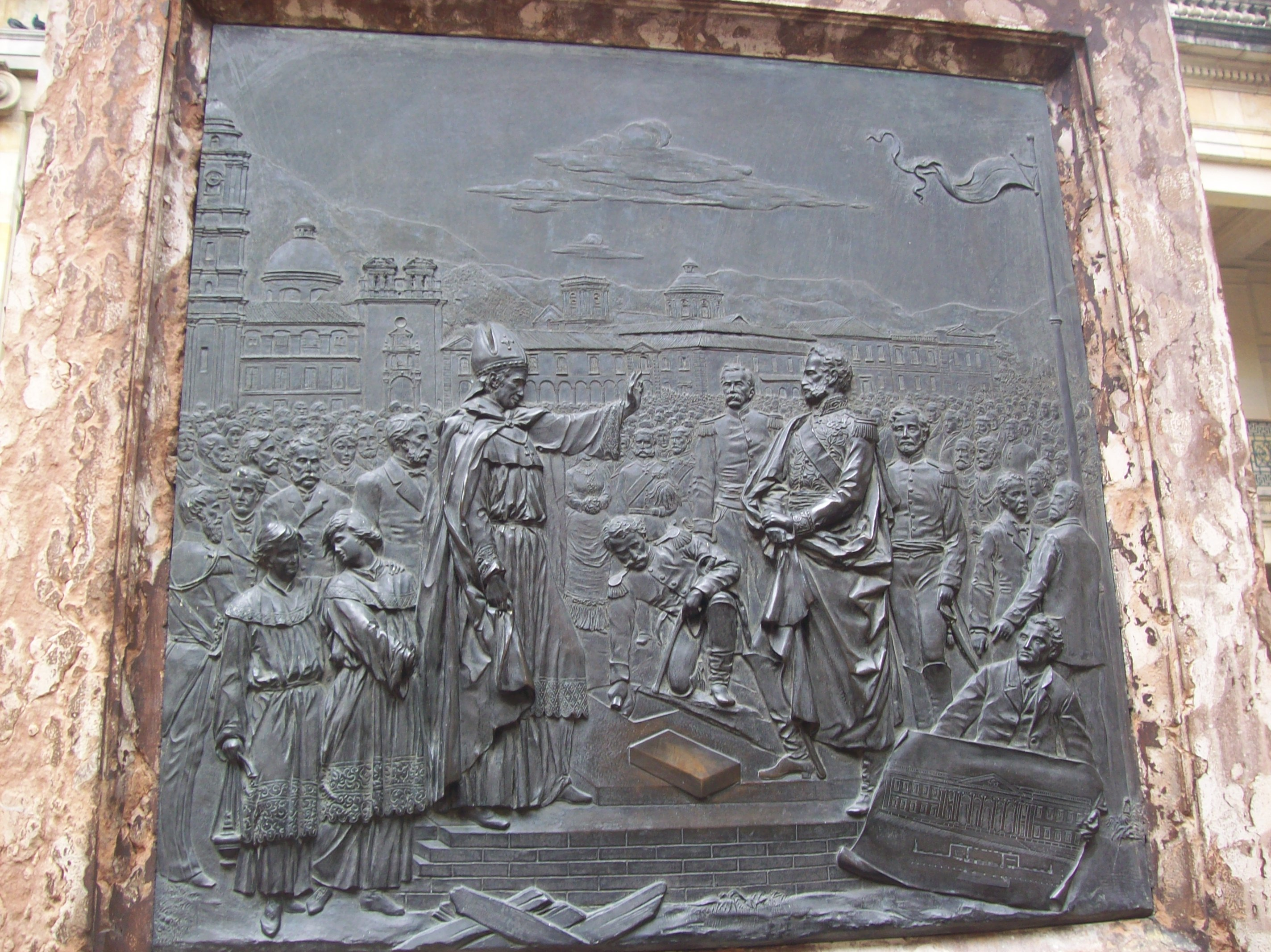
Relieve en bronce de Ferdinand von Miller que representa la bendición de la primera piedra del Capitolio en donde se observa a Thomas Reed en el costado inferior derecho portando los planos.

El ministro plenipotenciario de Colombia en Venezuela Manuel Ancízar contactó a Reed en abril de 1846 para ofrecerle un contrato para la construcción de un edificio público destinable a Palacio de Gobierno en Bogotá. El contrato sería firmado por ambas partes el día 27 de agosto del mismo año.
Thomas Reed llegó a Bogotá el 9 de noviembre de 1846 y el presidente Tomás Cipriano de Mosquera le confió inmediatamente el diseño del Capitolio Nacional de Colombia. En su solicitud, el presidente le pide la elaboración de los planos para la construcción de un palacio de estilo republicano en el costado sur de la Plaza de Bolívar en donde se alojen los principales poderes nacionales: las dos Cámaras del Congreso, la Corte Suprema, el Tribunal del Distrito de Cundinamarca, la Registraduría y la Presidencia de la República. El lote para la construcción se encontraba vacío desde finales del siglo XVIII, cuando se incendió y se demolió el Antiguo Palacio Virreinal. La presentación del proyecto y el inicio de su construcción fueron aprobados en 1847. La primera piedra se puso el 20 de julio de 1848 con la bendición del arzobispo de Bogotá Manuel José Mosquera (hermano del presidente Tomás Cipriano) y en presencia de todas las autoridades civiles.

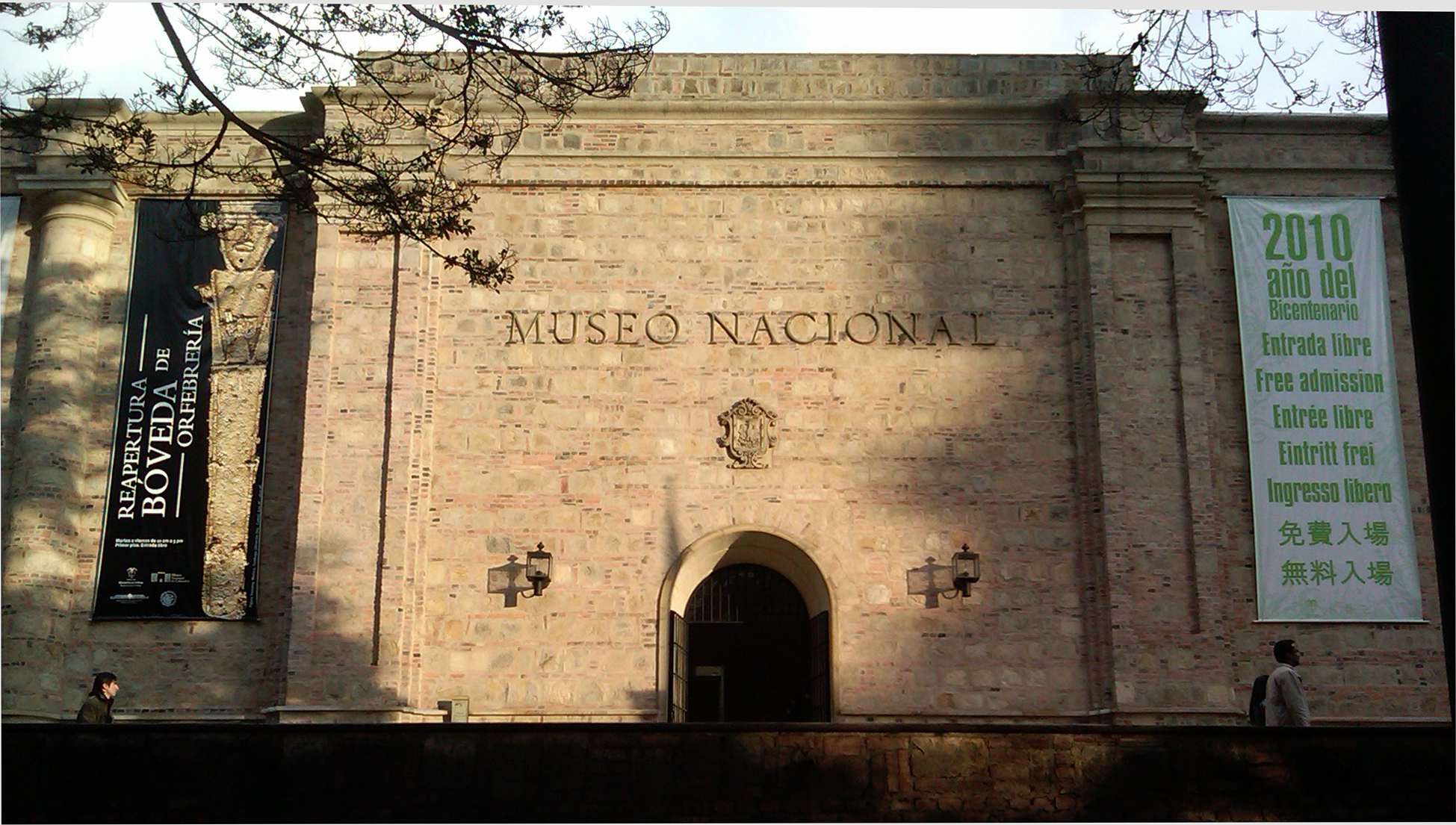
Museo Nacional de Colombia, antiguo Panóptico de Cundinamarca.

En 1849 Thomas Reed fue nombrado Director de Obras Públicas de Colombia y profesor de arquitectura en la Universidad Central y en el Colegio Militar, actividades que alternó con su pasión por la música, por la cual se integró como violinista en la Sociedad Filarmónica de Bogotá. También es iniciado en la Orden Rosacruz Estrella del Tequendama el 31 de octubre de 1849. Dirigió las obras del Capitolio hasta 1851, cuando se suspendieron por falta de presupuesto debido al inicio de la guerra civil.

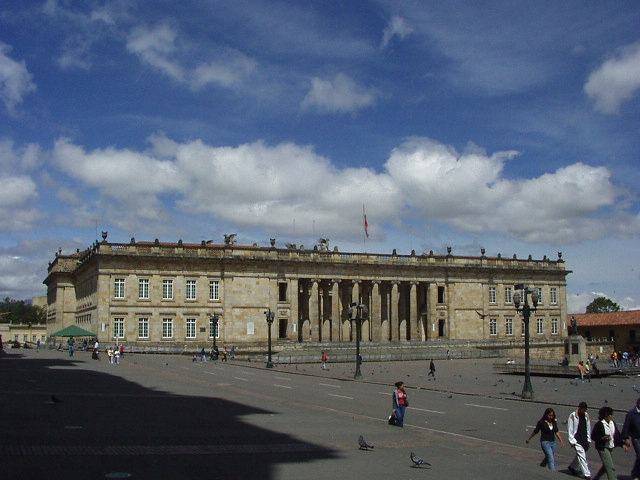
Capitolio Nacional de Colombia.

Tras el golpe de Estado de José María Melo en 1854, Reed se une al ejército del Norte combatiendo en la guerra civil. Posteriormente regresa a su oficio de arquitecto, diseñando algunos puentes sobre el río San Francisco, actual Avenida Jiménez, la sede de la Sociedad Filarmónica de Bogotá, el Monumento a los Mártires, algunas casas particulares entre las que se incluye algunas reformas a la casa del poeta Rafael Pombo y el Panóptico de Cundinamarca, edificio en el cual se encuentra actualmente el Museo Nacional de Colombia. Adicionalmente diseñó otras obras que nunca se realizaron como las reformas a la Catedral de Zipaquirá y una Cruz Monumental y Ermita en el Cerro de Guadalupe. Salió de Colombia en 1860 con una oferta de trabajo en Lima, pero renunció a ella poco tiempo después y se dirigió a Ecuador. Desde aquella época vivió en unión libre con la inglesa Ana María Owens, nacida en Liverpool y con quien tuvo tres hijos.
A finales de 1861 Reed llegó a Quito, en donde fue designado arquitecto del gobierno durante la presidencia de Gabriel García Moreno y profesor de la Escuela Politécnica. Entre sus obras dirigió la construcción de la casa particular del Presidente y las casas de otras personalidades, construyó el Penal García Moreno, el Teatro de Sucre, la Escuela de Bellas Artes, el Hotel París y algunos puentes, y dirigió la planeación de la nueva ciudad de Babahoyo, trasladada debido a su destrucción tras sufrir múltiples incendios.
Murió el 26 de enero de 1878 en Guayaquil y su tumba se encuentra en el Cementerio de los Extranjeros junto a la de su hija Eliza Sussan Reed.